# アナイツ・アルビージャ
アナイツ・アルビージャ・サバラ（Anaitz Arbilla Zabala、1987年5月15日 - ）は、スペイン・パンプローナ出身のプロサッカー選手。SDエイバル所属。ポジションはDF（RSB）。

## 経歴
アスレティック・ビルバオのカンテラ出身。ビルバオのサードチームやセカンドチームでプレーした経験はあるものの、トップチーム昇格はかなわなかった。
ビルバオ退団後は2部、3部のチームを渡り歩き、2013年1月にフリーで加入したラージョ・バジェカーノでようやくトップリーグデビューを果たした。
2016年8月、SDエイバルに移籍。